# Karl Winter
Karl Winter (ur. 1733 r. w Kłodzku, zm. 1808 r. w Nysie) – wielki dziekan kłodzki w latach 1767–1808.

## Życiorys
Urodził się w Kłodzku. Pochodził z rodziny mieszczańskiej. Po ukończeniu miejscowej szkoły elementarnej i gimnazjum przeniósł się do Wrocławia, gdzie studiował teologię na miejscowym uniwersytecie. Po ich ukończeniu otrzymał święcenia kapłańskie.
Został skierowany do pracy duszpasterskiej w hrabstwie kłodzkim. W lipcu 1761 r. został wikariuszem w Krosnowicach, a następnie proboszczem tej parafii. Po dwóch latach został przeniesiony do Szczytnej, gdzie objął probostwo w 1764 r. W 1767 r. decyzją kamery królewskiej został przeniesiony na urząd proboszcza Międzylesia i objął urząd wikariusza książęco-arcybiskupiego hrabstwa kłodzkiego. Praska kuria arcybiskupia nadała mu tytuł wikariusza arcybiskupiego i notariusza apostolskiego. W 1773 r. został kanonikiem honorowym kolegiaty w Nysie. W 1790 r. otrzymał tytuł archidiakona.
Zmarł prawdopodobnie w Nysie w 1808 r.